# Quart (Hiszpania)
Quart – gmina w Hiszpanii, w prowincji Girona, w Katalonii, o powierzchni 38,35 km². W 2011 roku gmina liczyła 3255 mieszkańców.